# مارتا میسون
مارتا میسون (انگلیسی: Marta Mason؛ زادهٔ ۱۰ فوریهٔ ۱۹۹۳) بازیکن فوتبال اهل ایتالیا است.